# Sirsy
Sirsy, prononcé Sir-see en anglais, est un groupe de pop rock américain, originaire d'Albany, dans l'État de New York. Il est composé de Melanie Krahmer à la batterie, au chant et à la flûte et de Rich Libutti à la guitare et à la basse.

## Biographie
Le 23 mars 2010, Sirsy signe un contrat avec le label Funzalo Records. En juin 2010, Sirsy réédite son album Revolution, qui est remasterisé par le producteur Paul Kolderie.
Le 5 mars 2013, Sirsy publie Coming Into Frame (Funzalo Records) qui est produit par Paul Kolderie et Sean Slade.

## Tournée
Le duo est réputé par son endurance durant les tournées, ils font plus de 250 spectacles par année, plus récemment le long de la côte Est des États-Unis et au Canada. En plus des tournées, il participe aux festivals de leurs régions natales tel qu'au Tulip Fest en mai ou bien au Lark Street's Lark Fest. Ils jouent le plus souvent à Troy, à Vermont, à New York, à Boston, à Glens Falls, à Saratoga Springs ou bien à Manchester. Un spectacle typique de Sirsy se compose essentiellement de leurs chansons célèbres avec un peu  de reprises d'artistes tels que The Beatles, Counting Crows, Natalie Merchant, Johnny Cash, Prince, et Radiohead. Ils ont été élus le groupe le plus travaillant de l'État de New York pour leur nombre incroyable de spectacles.

## Compétitions
Le groupe a remporté plusieurs compétitions régionales telles que les listes « best of » du Metroland et dans ses sondages (2003-2004, 2006, 2009-2011),,,,,, ainsi que les sondages de l' Albany Times-Union (2010-2011),.
Avant leur contrat chez Funzalo Records, Sirsy est le seul groupe indépendant américain à être apparu dans top 10 du Soundscan. En 2007, Sirsy se place quatrième sur 1 000 au Last Band Standing, une compétition nationale sponsorisée par mp3.com pour un ticket au festival Lollapalooza .

## Discographie
- 2000 : Baggage
- 2001 : Away from Here
- 2002 : At This Time (album live)
- 2002 : The 3 Little Videos (DVD)
- 2004 : Ruby
- 2004 : Murder By Numbers (single)
- 2004 : Some Kind Of Winter (album de Noël)
- 2006 : Covered
- 2006 : Uncovered
- 2007 : Revolution (réédité en 2010)
- 2010 : BYOB: Collection B (live)
- 2013 : Coming Into Frame
- 2013 : Goner and Other Sordid Delights (EP)
- 2015 : Sketches and Ghosts (EP)
- 2016 : Live in Youngstown